# 札幌国際短編映画祭
札幌国際短編映画祭（さっぽろこくさいたんぺんえいがさい）は、2006年よりSAPPOROショートフェスト実行委員会と札幌市によって開催されている国際短編映画祭。通称SAPPOROショートフェスト。

## 概要
毎年秋（9月か10月）に、1週間程度、札幌プラザ2・5を中心に札幌市内中心部で開催。短くて1分、長くても30分以内のショートフィルム（短編映画）を世界から募集して上映する。オフィシャルプログラムのほか、コンペティション対象外のスペシャルプログラム、国内外の有名監督を招いたフォーラムやディスカッション、子供向けのワークショップなどもある。また、日本では数少ない試みとしてコンテンツ産業育成と支援のためのフィルムマーケットも開催。映画祭事務局は札幌市白石区のインタークロス・クリエイティブ・センター(ICC)内にある。

## 沿革
1999年に日本初、本格的なショートフィルム（短編映画）の映画祭として誕生したショートショートフィルムフェスティバルのナショナルツアーとして、2000年に「ショートショートフィルムフェスティバルin北海道」が誕生。以来、延べ2万人を超える映画祭に成長。オフィシャルプログラム以外に、北海道オリジナルのスペシャルプログラムを加え、独自の取り組みを展開。
2004年、CIFF（California Independent Film Festival）とシスターフェスティバルとなる。
2006年、札幌市内の企業や志を同じくする実行委員で構成され、札幌市民や学生などの参加型映画祭として「札幌国際短編映画祭（通称：SAPPOROショートフェスト）」が誕生した。

## コンペティション
- フィルムメーカー部門 - 映画監督が自分自身の作品を3本以上、45分以内にプログラムしてエントリーできる世界でもめずらしいエントリー方式
- 作品部門 - インターナショナル、ナショナル、チルドレン

## 賞
国際審査員とSAPPOROショートフェスト実行委員会が中心となって、2つのグランプリと各審査員賞を選考。オーディエンスアワード、映画祭特別賞なども授与している。

### グランプリ
- フィルムメーカー部門グランプリ（Filmmakers' Section）
- 作品部門グランプリ（One Title Section）

### 審査員賞
- 最優秀国内作品賞（Best National Short）
- 最優秀北海道作品賞（Best Hokkaido Short）
- 最優秀監督賞（Best Director）
- 最優秀作曲賞（Best Original Score）
- 最優秀脚本賞（Best Screen play）
- 最優秀撮影賞（Best Cinematography）
- 最優秀編集賞（Best Editing）
- 最優秀男優賞（Best Actor）
- 最優秀女優賞（Best Actress）
- 最優秀子役賞（Best Children Actor & Actress）
- 最優秀学生監督賞（Best Students Director）
- 最優秀チルドレン・ショート賞（Best Children Short）
- 最優秀ミニショート(10分以内)賞（Best Mini Short (Around 10min)）
- 最優秀ベリーショート(3分以内)賞（Best Very Short (Around 3min)）
- 最優秀ノンダイアログ賞（Best Non Dialogue）
- 最優秀アニメーション賞（Best Animation）
- 最優秀ドキュメンタリー賞（Best Documentary）
- 最優秀コンテンポラリー/エクスペリメンタル・ショート賞（Best Contemporary / Experimental Short）
- 最優秀美術賞（Best Production Design）
- オーディエンス・アワード（Audience Award）

### SAPPOROショートフェスト特別賞
- 環境賞（SSF Environment Award）2008-
- 子ども審査員賞（Children's Choice Award）2008-
- 平和賞（Sapporo Peace Award）2008-